# Geu
Geu (okzitanisch auch: Ieu) ist eine französische Gemeinde mit 184 Einwohnern (Stand: 1. Januar 2022) im Département Hautes-Pyrénées in der Region Okzitanien (bis 2015 Midi-Pyrénées). Sie gehört zum Arrondissement Argelès-Gazost und zum Gemeindeverband Tarbes-Lourdes-Pyrénées. Die Bewohner werden Gélusiens genannt.

## Geografie
Die Gemeinde Geu liegt im Lavedan innerhalb der Landschaft Bigorre am Nordrand der Pyrenäen, zwölf Kilometer südlich des Wallfahrtsortes Lourdes und etwa 40 Kilometer nördlich der Grenze zu Spanien. Am Westrand des 2,54 km² großen Gemeindegebietes fließt der Gave de Pau, über den es im Bereich der Gemeinde Geu keine Brücken gibt. Zur Gemeinde zählt der im Nordosten gelegene Ortsteil Aouzos. Das Gelände steigt vom Flusstal des Gave de Pau (etwa 400 m über dem Meer) um 300 Höhenmeter nach Osten und Süden an und erreicht am Nordwesthang des Cao de Bentails mit 779 m den höchsten Punkt in der Gemeinde. Die Hänge sind großflächig bewaldet, im Westen und Norden herrschen Äcker und Wiesen vor. Umgeben wird Geu von den Nachbargemeinden Ger im Norden, Berbérust-Lias im Osten, Saint-Pastous im Süden, Boô-Silhen im Südwesten sowie Agos-Vidalos im Westen.

## Ortsname
Zwischen 1050 und 1070 trat zum ersten Mal der Ortsname Ieu in Erscheinung. Es folgten die Schreibweisen de Geu (1168 und 1313), de Gieu und Giu (1384), Jeu (1439), Geau (1614), Jeu (1768) und schließlich ab Ende des 18. Jahrhunderts auf einer Cassini-Karte der heute noch gültige Name Geu.

## Bevölkerungsentwicklung
| Jahr      | 1962 | 1968 | 1975 | 1982 | 1990 | 1999 | 2006 | 2014 | 2021 |
| --------- | ---- | ---- | ---- | ---- | ---- | ---- | ---- | ---- | ---- |
| Einwohner | 95   | 105  | 95   | 110  | 116  | 145  | 156  | 176  | 185  |

Im Jahr 1861 wurde mit 192 Bewohnern die bisher höchste Einwohnerzahl ermittelt. Die Zahlen basieren auf den Daten von cassini.ehess und INSEE.

## Sehenswürdigkeiten
- Kirche Saint-Martin aus dem 12. Jahrhundert, Monument historique[4]
- Ruinen der Burg Château Jalou
- Lavoir am Riou Gros
- Gefallenen-Denkmal

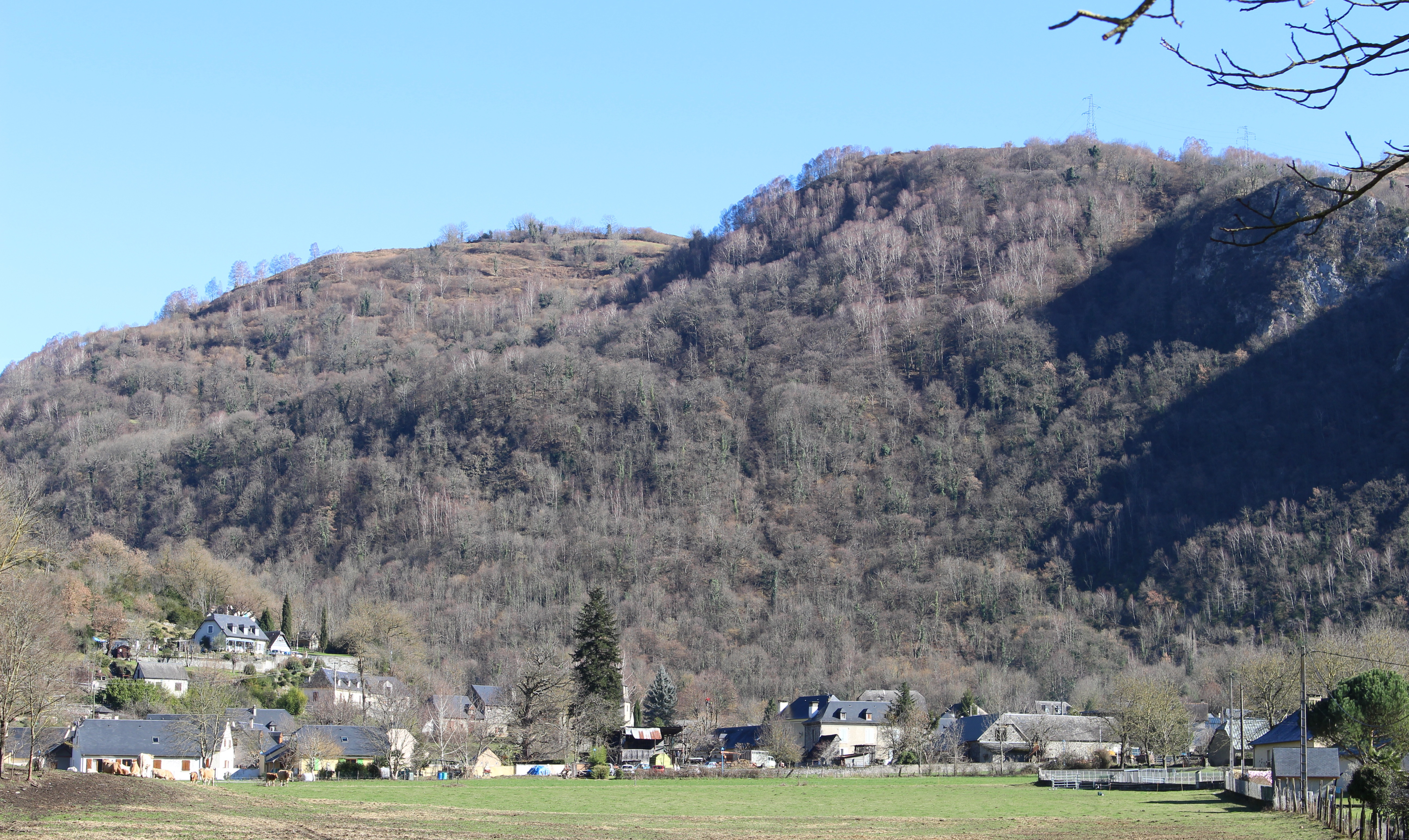
Blick auf Geu
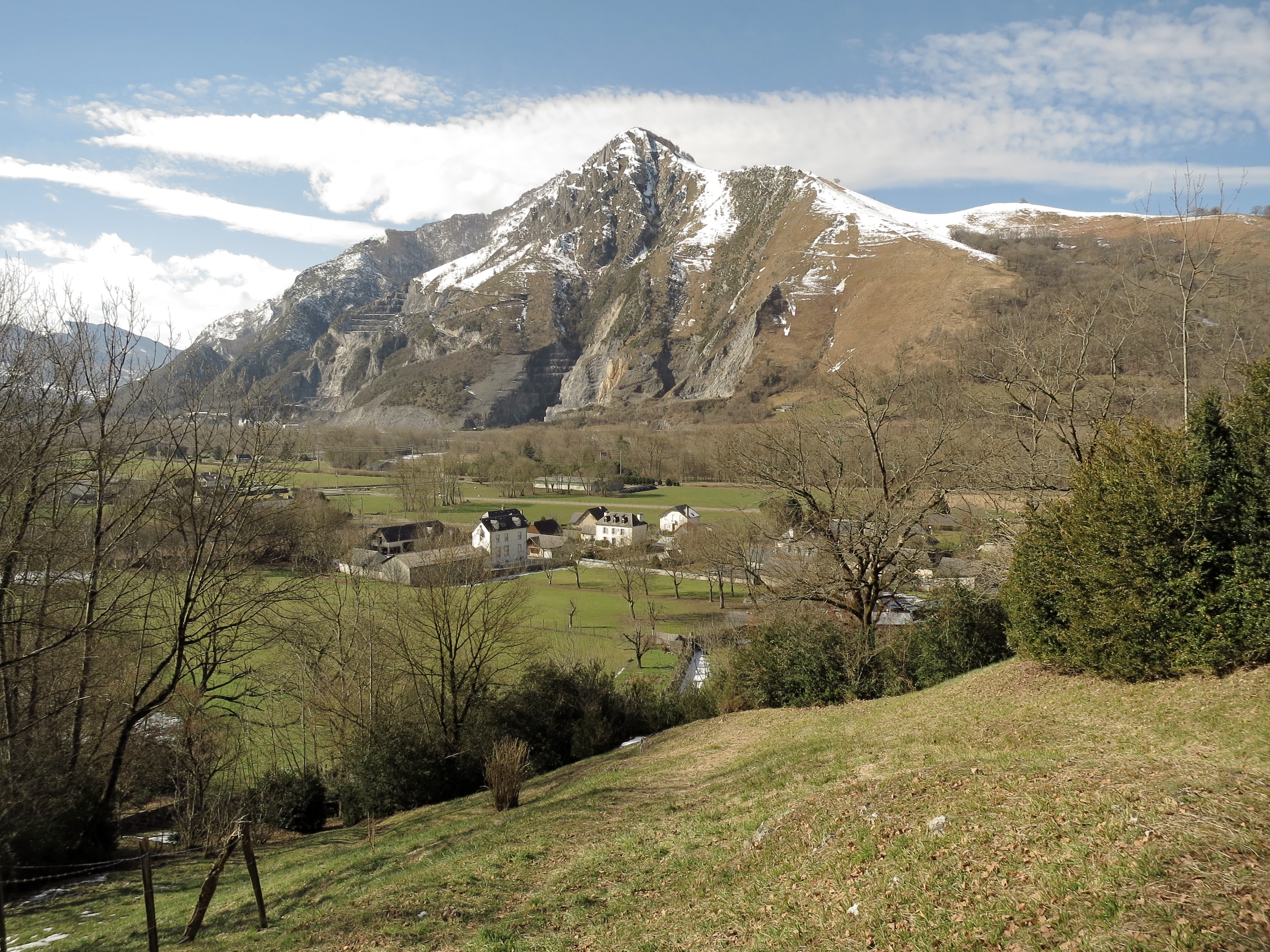
Blick über Geu zum 1349 m hohen Pic du Pibeste im Westen
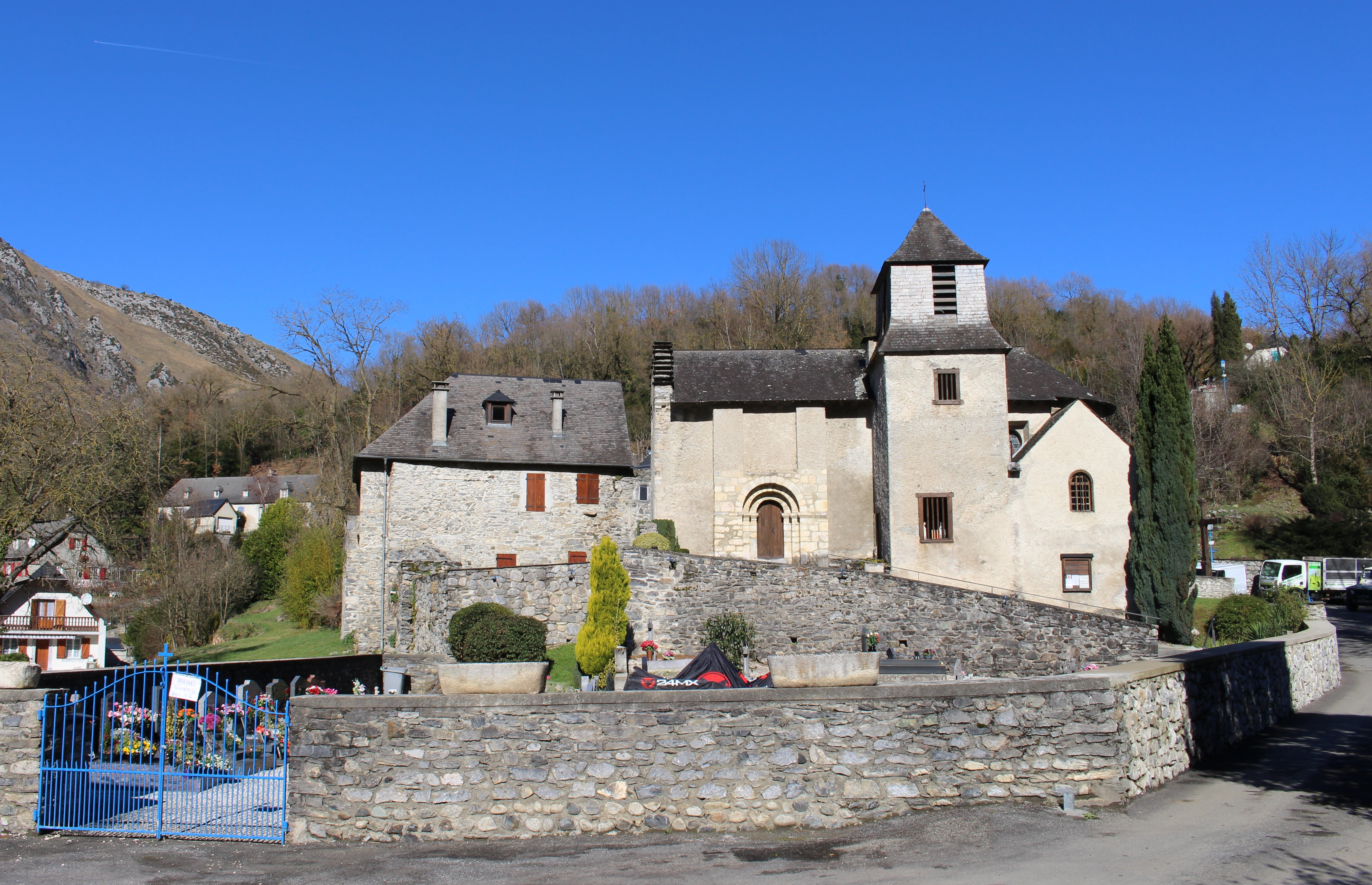
Kirche Saint-Martin
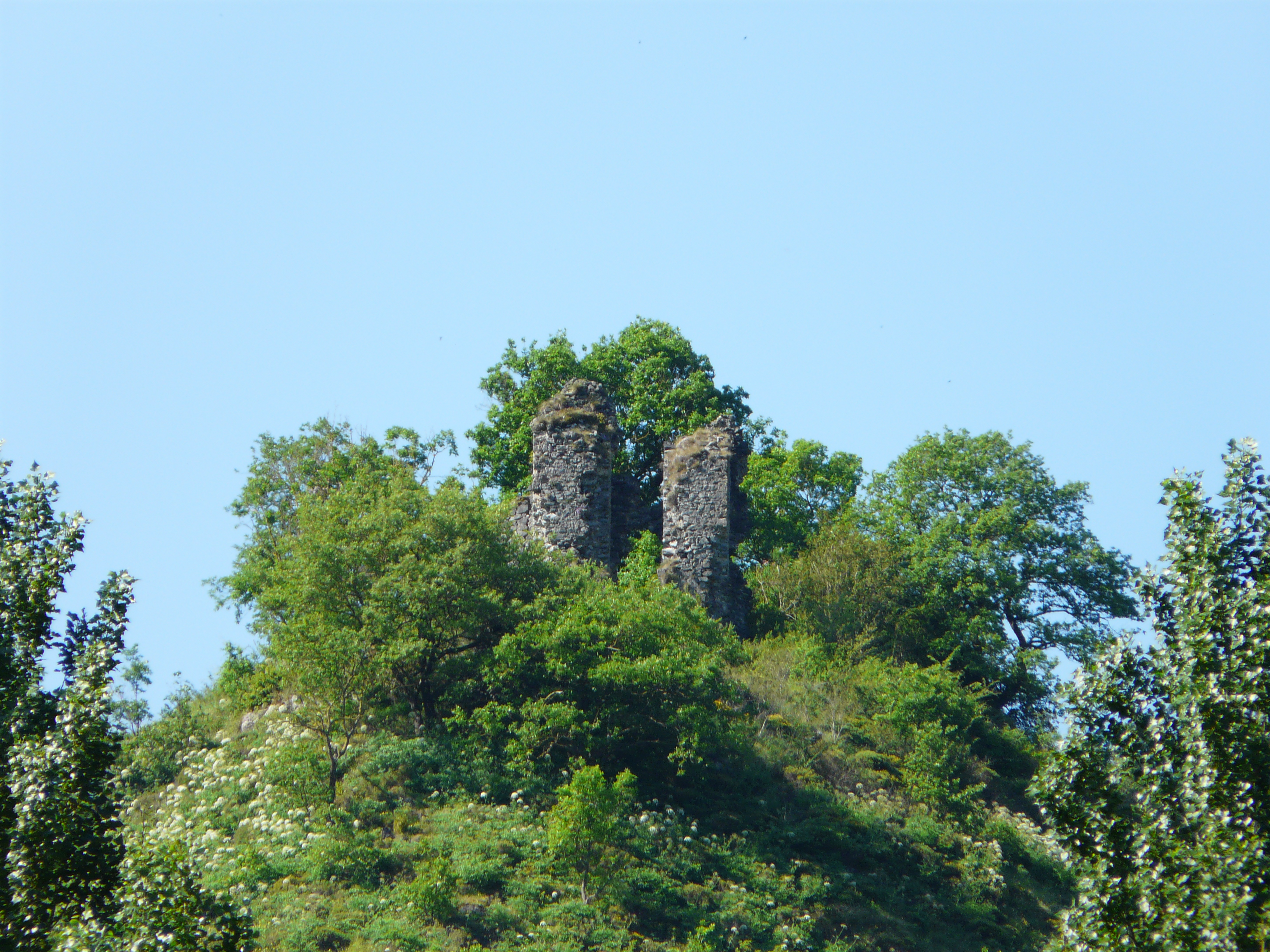
Ruinen des Château Jalou
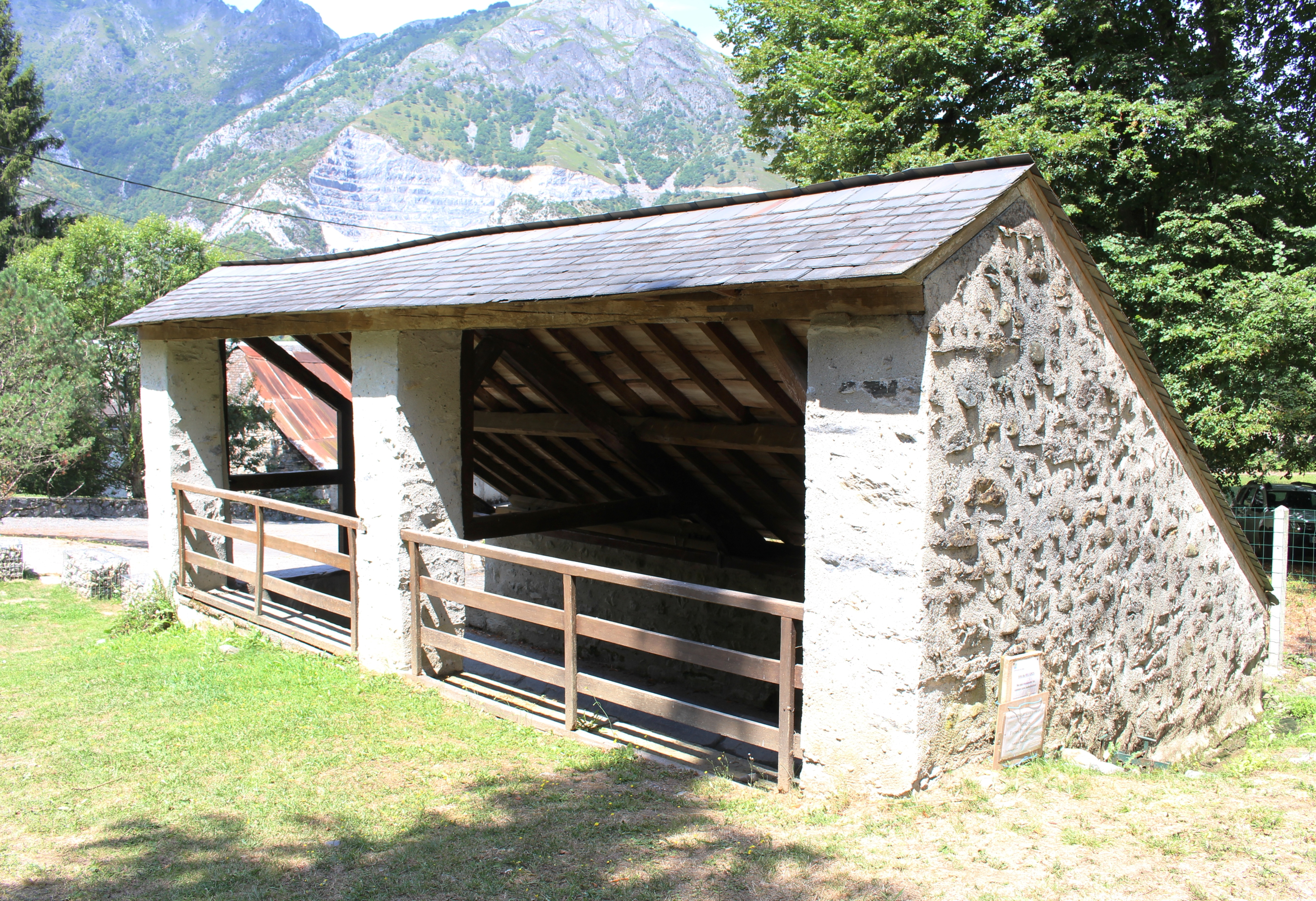
Lavoir
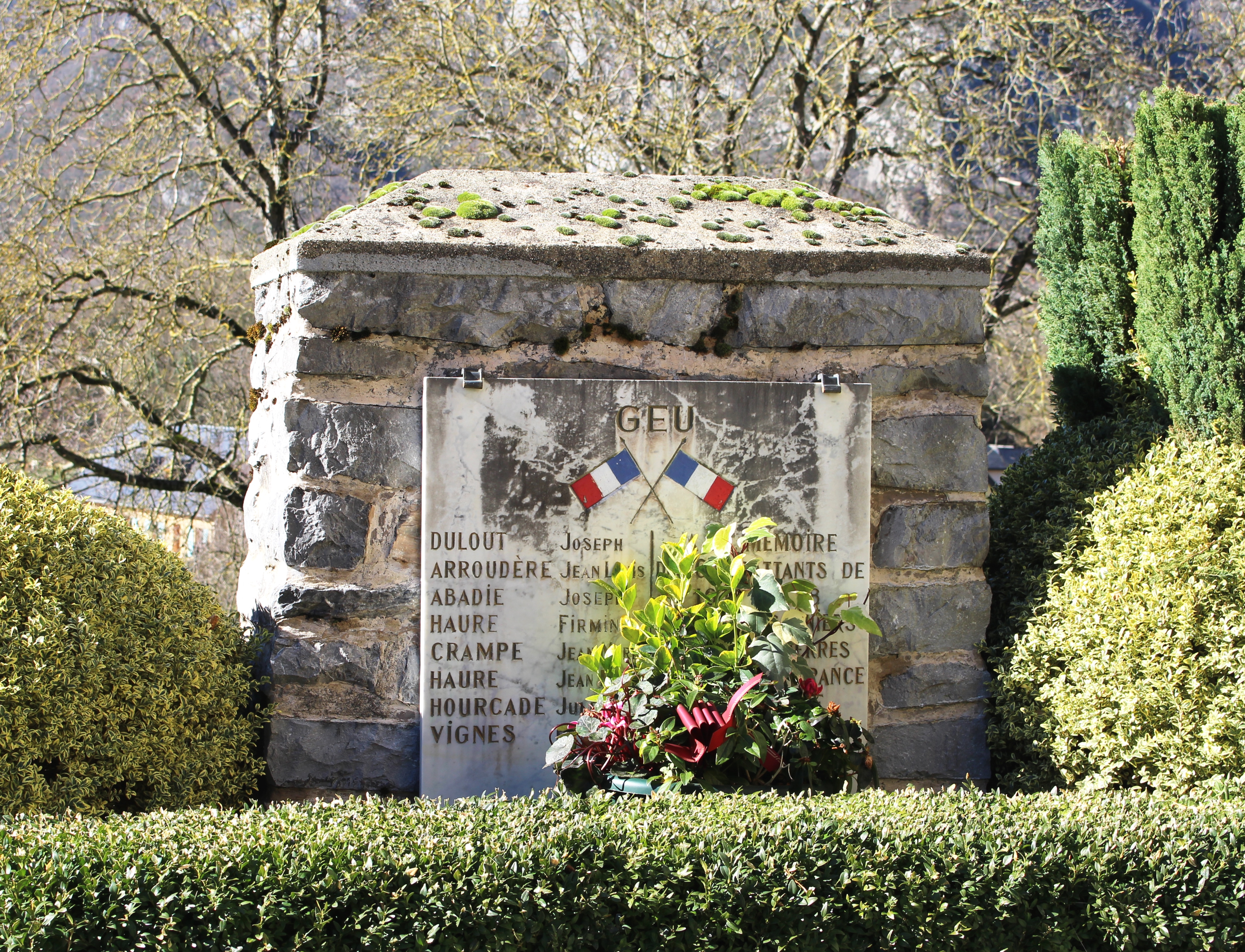
Gefallenen-Denkmal

## Wirtschaft und Infrastruktur
In der Gemeinde Geu sind drei Landwirtschaftsbetriebe ansässig (Gemüseanbau, Rinder- und Pferdezucht).
Die zwölf Kilometer entfernte Stadt Lourdes ist ein wichtiger Verkehrsknoten am Nordrand der Pyrenäen.

## Belege
1. ↑  Dictionnaire toponymique des communes des Hautes-Pyrénées, Tarbes. Conseil Général des Hautes-Pyrénées, 2000 (= Michel Grosclaude,  Jean-Francois Le Nail: Toponymisches Wörterbuch der Gemeinden der Hautes-Pyrénées.) ISBN 2-9514810-1-2.
2. ↑  Geu auf cassini.ehess
3. ↑  Geu auf INSEE
4. ↑  Eintrag in der Base Mérimée des Kulturministeriums. Abgerufen am 22. März 2019 (französisch).
5. ↑  Landwirtschaftsbetriebe auf annuaire-mairie.fr (französisch).